# 今日头条
今日头条是一款資訊類互聯網产品，它會基於数据挖掘的推荐引擎向用戶推薦文章。它由中国互联网创业者张一鸣于2012年3月创建，于2012年8月发布第一个版本，截至2015年12月，今日头条累计拥有激活用户3.5亿，日活跃度超过3500万。其中，“头条号”平台的账号数量已超过4.1万个，各类媒体、政府、机构总计超过11000家，其中签约合作的传统媒体过千家，“头条号”自媒体其账号总数超过3万个。2019年，今日头条房产频道從今日頭條分離，成為獨立房產平台品牌幸福里。

## 海外扩张
2016年，今日頭條國際化團隊目前正式員工加實習生約有 100 人。2017 年預計擴張全球市場，初期鎖定加拿大、美國、巴西、英國、東南亞和日本等等市場，目前在美國有 3 個辦公室，正在籌備日本辦公室，也預計在新加坡設立辦公室。
今日頭條在 2016 年就已經在美國、日本和巴西發布海外版今日頭條TopBuzz及TopBuzz Video。試水3 個月，今日頭條在海外的日活躍用戶接近百萬。至於布局海外的策略，今日頭條會用共同合作、自己做或是購併等 3 種方式來進入市場，像印尼、印度市場就會透過今日頭條已投資的公司擴張海外市場，開放今日頭條人工智慧演算法的 API，讓在地公司推廣。
今日頭條把同樣的模式複製到全球市場，但日本市場很獨特，有很強的新聞聚合 App 在地競爭者諸如 SmartNews 和 Gunosy 等，所以今日頭條選擇用影音產品TopBuzz Video切入市場，才能讓自己移動得更快，現階段積極與日本內容提供商談授權合作，希望取得好的內容。
2016年10月15日，印度本地新聞聚合平台Dailyhunt對外宣佈，该平台獲得由今日頭條領投的2500萬美元D輪融資。
2016年底，今日頭條控股印尼的移動互聯網明星项目——新聞推荐阅读平台"BABE。
2017年2月1日，今日頭條宣布全資收購北美移动視頻創作者平台Flipagram。
2017年2月3日，今日頭條以1920萬美元的價格購買私募股權基金FranklinTempleton所持有的印度新聞聚合平台Dailyhunt股權。
2017年11月8日，今日頭條參與獵豹移動子公司Live.me B輪融資，投資Live.me5000萬美元。
2017年11月9日，今日頭條将以0.866億美元收購猎豹移动旗下新聞聚合平臺NewsRepublic。
2017年11月10日，今日頭條以10億美元收購海外音樂短視頻平台Musical.ly。
2018年2月18日，今日頭條以3億美元收購手机拍照工具Faceu激萌。

## 争议
2015年底，艾瑞在发布的数据中显示今日头条的日活跃用户为“数百万”，但今日头条称，包括TalkingData、TrustData、QuestMobile在内的的所有第三方数据机构报告中，今日头条的日活跃用户数都超过三千万。
后双方沟通结果不理想，今日头条方面向艾瑞数据发出终止一切合作的声明邮件。邮件中称:艾瑞咨询：「鉴于贵方近期发布的数据报告，多次在行业内遭受普遍质疑，我方不认为贵方具备提供客观、准确、中立报告的技术能力，也不认为贵方具有提供客观、准确、中立的报告的主观愿望。鉴于此，我方将从即日起终止与贵方的合作。凡是由你方提供的涉及我公司产品的一切行业数据，我方也不予认可。」
而艾瑞总裁杨伟庆则表示：“两年内，艾瑞一直致力于推动今日头条的真实数据体现，但今日头条对艾瑞的所有建议均不理睬，发生如此事件，非常遗憾的看到作为一个企业管理者的如此言行。”随后，杨伟庆针对今日头条一事发出正式回复，表示愿意接受“各个层面的质疑和舆论的监督”。
艾瑞方称，事件起因是今日头条的友商昨日发布了推广稿，而该稿件中的数据图片并不是艾瑞制作的图片，而是头条的友商根据艾瑞的众多数据分析中找出了最有利自己一个维度数据私下模仿艾瑞平时的制图风格制作的，不全面更不客观。艾瑞完全成了一个背锅侠和出气筒，其中友商直指一点资讯。
2017年12月29日，国家互联网信息办公室指导北京市网信办约谈今日头条和凤凰新闻企业负责人，指两家公司手机客户端“违反国家有关互联网法律法规和管理要求，传播色情低俗信息，存在严重导向问题，对网上舆论生态造成恶劣影响”，要求立即停止违法行为。其中，今日头条手机客户端“违规转载新闻信息”，“标题党”问题突出，“严重干扰网上传播秩序”。为配合整改，今日头条“推荐”、“热点”、“社会”、“图片”、“问答”、“财经”等六个频道自29日晚6点到30日晚6点暂停更新。31日，手机版默认频道从“社会”改为“新时代”，关闭社会频道。同时根据當局要求，封禁與禁言過千個自媒體帐号。遭到大整顿后的2018年1月3日，今日头条开始大规模招聘内容审核编辑职位，要求“热爱新闻，关心时事，具有良好的政治敏感度和鉴别力”以及“中共党员优先”，以加强内容审核
2017年12月底，媒体又曝光今日头条向用户推荐“你可能认识的人”，还设有关注提醒。此应用推荐的“你可能认识的人”中，有的是用户手机通讯录里的联系人，有的则是其微信好友。然而该网友表示，自己的手机通讯录未向今日头条开放访问权限，在微信“隐私”设置中，也没有开通“向我推荐通讯录朋友”功能，因此有网友认为此举会泄露隐私。对此今日头条表示不会掌握用户的隐私信息。2018年1月11日，工信部信息通信管理局约谈今日头条企业负责人，要求企业严格遵守相关法律法规，遵循合法、正当、必要的原则收集使用个人信息。
2018年3月29日，中国中央电视台财经频道《经济半小时》曝光，今日头条无视监管，避开北上广深等审查严格的地区，专门在其它城市刊登违反《中华人民共和国广告法》第十六条的药品类广告，且广告中的产品是假冒产品。由于平台上“同仁堂牌葛根山药胶囊”的虚假广告，江苏省食药监局于2017年12月29日暂停了同仁堂的正规产品销售，随后同仁堂方面将相关产品全部下架召回。同仁堂称从未在今日头条上发布任何广告，对虚假广告进行了举报并向头条方面索取发布者的信息，头条方面的答复为“你作为一个企业来说你无权进行了解”。
报道中，今日头条的员工表示，只要广告费够多，他们并不看重推广的产品是否证照齐全，若产品没有合法资质，他们可以帮助制作假资质。同时，通过其广告代理公司进行二次跳转逃避检查，并把责任全部推卸给代理公司。
对此，今日头条于30日回应称已永久封停相关广告主账户，并被列入诚信黑名单，代理商已被永久终止一切合作，涉事员工已被开除，并将上线风险提示系统，向用户提示跳转到头条站外页面的情况。
2018年4月4日，国家广播电视总局就今日头条播出“有违社会道德”节目等问题，会同属地管理部门约谈了今日头条主要负责人。经查，今日头条除上述问题外，长期无视法规训诫，在不具备《信息网络传播视听节目许可证》的情况下运营视听节目服务。依据《互联网视听节目服务管理规定》，广电总局要求今日头条全面清查库存节目、全面清查库存节目、追究播出违法违规有害视听节目的网站审核人员、主管人员责任，并确保未经审核的节目不得播出。4月9日，有报道称各大Android平台的应用商店已接到有关部门下发指令，要求将今日头条进行暂时下架处理，下架时间自当日15时起，暂停下载期限为3周（至4月30日），而苹果App Store则于4月10日暂时下架了今日头条的应用。虽然应用商店已经收到了有关通知，但未透露具体的通知内容。
2018年4月10日，在国家广播电视总局宣布今日头条要求关闭旗下“内涵段子”客户端软件及公众号之后，今日头条CEO张一鸣发文表示，今后将以“正确的价值观融入技术和产品”，并整治社区秩序，优化社区氛围。文章还表示，今日头条将不断强化人工运营和审核，将运营审核队伍扩大到10000人；产品上线反沉迷、反谣言、反低俗系统等。同日，今日头条宣布关闭“语录”、“段子”、“趣图”、“美图”和“美女”5个频道。
2018年8月14日，国家廣播電視總局发布消息称，要求北京市文化市場行政執法總隊根據《互聯網視聽節目服務管理規定》，對今日頭條所屬的北京字節跳動科技有限公司發布警告和罰款的行政處罰，同时要求该公司在已開展整改工作的基礎上，“不斷升級有效管用的管理辦法，無死角清除存量問題節目，堅決遏制突出問題節目死灰復燃，嚴密管控新增變種問題節目”。
2019年6月20日，用户刘先生向北京市海淀区人民法院起诉称，今日头条App擅自上传并保存了手机通讯录、不能实现注销侵犯了其隐私权和个人网络数据所有权等权利，分别要求停止侵害、赔礼道歉并支付精神赔偿金1元。北京字节跳动科技有限公司代理人在庭审中提出，通讯录信息不属于原告本人且不是法律意义上的隐私信息，因此并未侵犯刘先生的隐私权，法庭未当庭宣判。庭审结束后该公司对相关新闻发出回应称绝对不认可“通讯录不属于用户隐私”的说法，认为相关新闻断章取义。
2019年11月，今日头条因在站外搜索结果中出现诋毁方志敏的不良信息，被北京市网信办约谈，并责令平台进行整改。

## 版权纠纷
2014年6月，《广州日报》起诉今日头条侵权。最终《广州日报》撤诉，双方和解，《广州日报》和“今日头条”达成合作协议。
2014年6月，搜狐起诉今日头条侵犯著作权和不正当竞争行为。今日头条同日召开发布会，公布此前与包括搜狐焦点、搜狐财经、搜狐视频、手机搜狐网、畅游等多个部门保持良好合作往来，搜狐不仅主动要求导流量，还主动为今日头条适配接口。并提供了大量邮件、QQ信息等截图作为证据。
2014年6月，国家版权局对今日头条立案调查，最终国家版权局表示今日头条确有侵权，但是在积极整改。2015年4月，国家版权局入驻今日头条，开通头条号。
2015年7月起，今日头条未经许可转载《现代快报》记者原创的《为能多见见孙子 失去独子的老两口起诉儿媳要探望权》等4篇新闻，同年9月，《现代快报》以侵权为由，将字节跳动公司起诉至江苏省无锡市中级人民法院。无锡中院一审宣判字节跳动公司向《现代快报》赔偿经济损失10万元，同时向现代快报赔偿相关合理费用1.01万元，但宣判后字节跳动公司不服，要求上诉。2018年10月，江苏省高级人民法院驳回字节跳动公司的上诉，维持原判。